# Gergely Kovács

Stema episcopală a lui Gergely Kovács

Gergely Kovács (n. 21 iulie 1968, Târgu Secuiesc, Covasna, România) este arhiepiscopul Arhidiecezei de Alba Iulia. Hirotonirea sa episcopală a avut loc în data de 22 februarie 2020 în Catedrala Sfântul Mihail din Alba Iulia.

## Biografie
A studiat la Institutul Teologic Romano-Catolic din Alba Iulia până în anul 1990 și la Universitatea Pontificală Gregoriană până în 1992. A fost hirotonit preot în Arhidieceza de Alba Iulia pe 3 iulie 1993, de către arhiepiscopul Lajos Bálint. A continuat studiile la Roma, unde a obținut licența în Drept Canonic la Universitatea Pontificală Laterană în anul 1994 și doctoratul în 1996. A fost preot vicar la Târgu Mureș. Din 1997 se află în serviciul Sfântului Scaun activând în cadrul Consiliului Pontifical pentru Cultură. În anul 2000 i-a fost acordat titlul de capelan al Sanctității Sale. Din 2007 este director în cadrul Consiliului Pontifical pentru Cultură. În decursul timpului la Roma a colaborat și cu Congregația pentru Cler și Tribunalul Rota Romana, fiind și postulatorul cauzei de beatificare a lui Márton Áron.